# حزب حراست اسلامی افغانستان
حزب حراست اسلامی افغانستان  یک حزب سیاسی در افغانستان می‌باشد که پس از انشعاب در حزب وحدت اسلامی افغانستان به رهبری محمد اکبری شکل گرفت. این حزب تا سال ۱۳۹۴ با نام حزب وحدت ملی اسلامی افغانستان فعالیت می‌کرد و پس از آن نام خود را به حراست اسلامی افغانستان تغییر داد. ریاست اجرائیه این حزب هم‌اکنون بر عهده سید نادرشاه بحر است.

## ساختار حزب
ساختار حزب حراست اسلامی به صورت زیر است:
1. شاخه مرکزی: متشکل از ۹۰ عضو و عالی‌ترین نهاد تصمیم‌گیری در حزب هست که در ریاست آن بر عهده محمد اکبری است.
2. شورای اجرایی: متشکل از ۱۵ عضو هست که فعالیت اجرایی حزب را بر عهده دارد. ریاست این بخش حزب بر عهده سید نادرشاه بحر است.
3. کمیته‌های کاری: حزب حراست اسلامی افغانستان متشکل از ۷ کمیته فرهنگی، مالی، جوانان، تشکیلات، زنان است.
4. مجمع بزرگان و هماهنگی: این نهاد متشکل از رئیس، ۵ معاونت، دو منشی و اعضای حزب هست که برای تحقق اهداف بزرگ حزب فعالیت می‌کند.
5. مجمع جوانان: این مجمع دارای رئیس، ۴۵ عضو عادی حزب که در راستای ساماندهی جوانان در جهت اهداف و برنامه‌های فرهنگی، سیاسی سازگار با استراتژی حزب فعالیت می‌کند.
6. نمایندگی‌های ولایتی: حزب حراست اسلامی در ۲۰ ولایت افغانستان فعالیت رسمی دارد.